# سوپرسل
سوپرسل (به انگلیسی: SuperCell) یک شرکت توسعه و ساخت بازی‌های موبایل (اندروید و آی او اس) است که در ژوئن سال ۲۰۱۰، در هلسینکی فنلاند توسط ایلکا پانانِن (Ilkka Paananen) تأسیس شد. نخستین بازی این شرکت یک بازی مرورگر به نام Gunshine بود. در سال ۲۰۱۱، سوپرسل توسعه بازی برای دستگاه‌های موبایل را آغاز کرد و از آن سال به بعد هر سال یک بازی جدید و آزمایشی منتشر می‌کند، که تاکنون پنج بازی به صورت جهانی منتشر شده‌است: هی دی، کلش آو کلنز، بوم بیچ، کلش رویال، براول استارز، بازی‌هایی فری‌میوم هستند و برای سوپرسل بسیار موفق بوده‌اند به‌طوری که دو بازی نخست این شرکت در سال ۲۰۱۳ درآمد ۲۲٫۴ میلیون دلاری روزانه داشتند. ۸۱٫۴٪ درصد از سهام این شرکت به مبلغ ۸٫۶ میلیارد دلار در سال ۲۰۱۶ به شرکت چینی تنسنت فروخته شد و این شرکت حق تعیین استراتژی همهٔ بازی‌های سوپرسل را دارد.

## تاریخچه
قبل از سوپرسل، دو نفر از بنیانگذاران آن، میکو کودیسوجا (Mikko Kodisoja) و ایلکا پانانن Ilkka Paananen، در شرکت طراحی بازی‌های موبایل Sumea کار می‌کردند.
کودیسوجا در سال ۱۹۹۹ بنیانگذار Sumea شد و پانانن در سال ۲۰۰۰ به عنوان مدیر عامل شرکت استخدام شد. در سال ۲۰۰۳، این شرکت ۱/۲ میلیون یورو سود کسب کرد. در سال بعد، شرکت آمریکایی شکلات دیجیتال Sumea را خریداری نمود و دفتر مرکزی این شرکت را در فنلاند و پانانن را به عنوان مدیر اروپایی‌اش قرار داد. کودیسوجا، مدیر خلاق شرکت در سال ۲۰۱۰ شرکت را ترک کرد و کمی بعد پانانن نیز به او پیوست.

## مدل تجاری
استراتژی کسب درآمد این شرکت فری‌میوم است که امکان راه‌اندازی و بازی برای کاربر رایگان است و سود خود را از طریق ریز پرداخت‌های درون بازی کسب می‌کند. هدف این شرکت تمرکز بر روی بازی‌های موفقی است که سالها محبوب بمانند. تمرکز بر روی درآمد نبوده‌است. به گفته مدیر اجرایی شرکت:
این واقعاً به همین سادگی است، فقط یک چیز عالی طراحی کنید، چیزی که کاربران آن را دوست داشته باشند.— Ilkka Paananen

## بازی‌ها
| عنوان                                                  | سال                | دسترسی     | توضیحات |
| ------------------------------------------------------ | ------------------ | ---------- | --- |
| Gunshine.net (بعدها با عنوان Zombies Online شناخته شد) | ۲۰۱۱               | N          | نخستین بازی (غیر موبایلی) سوپرسل و تنها بازی مرورگر این شرکت که در سال ۲۰۱۱ عرضه شد. و در ۳۰ نوامبر سال ۲۰۱۲ سرورهای آن خاموش شد. |
| Pets vs Orcs                                           | ۲۰۱۲               | N          | نخستین بازی موبایل این شرکت که در سال ۲۰۱۲ به مدت بیش از یک ماه قابل بارگیری بود. |
| Battle Buddies                                         | ۲۰۱۲               | N          | دومین بازی موبایلی این شرکت که در سال ۲۰۱۲ در تعدادی از کشورها به صورت عرضه محدود انتشار یافت، اما بعداً در همان سال متوقف شد. این بازی با وجود کسب نظرات مثبت منتقدان، به دلیل کسب درآمد کم از بازار خارج شد.                                                     |
| هی دی                                                  | ۲۰۱۲               | در دسترس   | |
| کلش آف کلنز                                            | ۲۰۱۲–۲۰۱۳(اندروید) | در دسترس   | کلش آف کلنز، اولین بازی سوپرسل می باشد که امکان قطع سرور های آن تقریبا غیر ممکن است، چون بیشترین طرفدار را دارد. |
| بوم بیچ                                                | ۲۰۱۴               | در دسترس   | بوم بیچ یک بازی در جزیره است و مطابقت زیادی با کلش آف کلنز دارد. ولی وجود نداشتن خیلی از امکانات کلش آف کلنز در آن، موجب شد که طرفداران کمی به سوی این بازی بروند.                                                                                                |
| Spooky Pop                                             | ۲۰۱۴               | N          | در ادامه بازی‌های موبایلی این شرکت، این بازی با عرضه محدود در کانادا در دسامبر ۲۰۱۴ منتشر شد و در مارس ۲۰۱۵ متوقف شد. |
| Smash Land                                             | ۲۰۱۵               | N          | این بازی به‌طور محدود در کانادا و استرالیا از ۱ آوریل ۲۰۱۵ انتشاریافت. با این حال، در اول ژوئیه همان سال، سوپرسل در انجمن رسمی خود اعلام کرد که تصمیم گرفته‌است توسعه بازی را لغو کند.                                                                              |
| کلش رویال                                              | ۲۰۱۶               | در دسترس   | کلش رویال، دومین بازی محبوب سوپرسل می باشد. |
| براول استارز                                           | ۲۰۱۸               | در دسترس   | |
| Rush Wars                                              | ۲۰۱۹               | N          | در ۲۶ اوت ۲۰۱۹، نسخهٔ بتا Rush Wars در کانادا، استرالیا و نیوزیلند انتشار یافت.‌در ۵ نوامبر ۲۰۱۹، اعلام شد که بازی ادامه نخواهد یافت و در ۳۰ نوامبر بسته می‌شود. |
| Hay Day Pop                                            | ۲۰۲۰               | N          | در ۱۶ مارس ۲۰۲۰، نسخه بتای بازی Hay Day Pop منتشر شد. این بازی فقط برای برخی از کشورها مانند فنلاند، کانادا، نروژ و برخی دیگر در دسترس بود.‌در تاریخ ۳۰ نوامبر سال ۲۰۲۰، سوپرسل اعلام کرد که این بازی را از دسترس خارج می‌کند. سرورها در اول فوریه ۲۰۲۱ خاموش شدند. |
| کلش کوئست                                              | ۲۰۲۱               | خارج دسترس | |
| کلش مینی                                               | ۲۰۲۱               | ×          | در سال ۲۰۲۲ ، سوپرسل تصمیم گرفت به توسعه این بازی پایان دهد و سرور های آن را خاموش کند. |
| Clash Heroes                                           | ۲۰۲۱               | N          | کلش هیروز بازی جذابی بود. ولی متاسفانه دیری نگذشت که از دسترس خارج شد. |
| اوردیل                                                 | ۲۰۲۲               | در دسترس   | نسخه بتا قابل دسترسی در کانادا، سوئیس، بریتانیا، شمال اروپا، استرالیا، نیوزیلند، سنگاپور، هنگ کنگ، فیلیپین و مالزی |
| Squad Busters                                          | ۲۰۲۴               | ✔          | جدید ترین بازی اکشن محبوب سوپرسل |

## بازاریابی

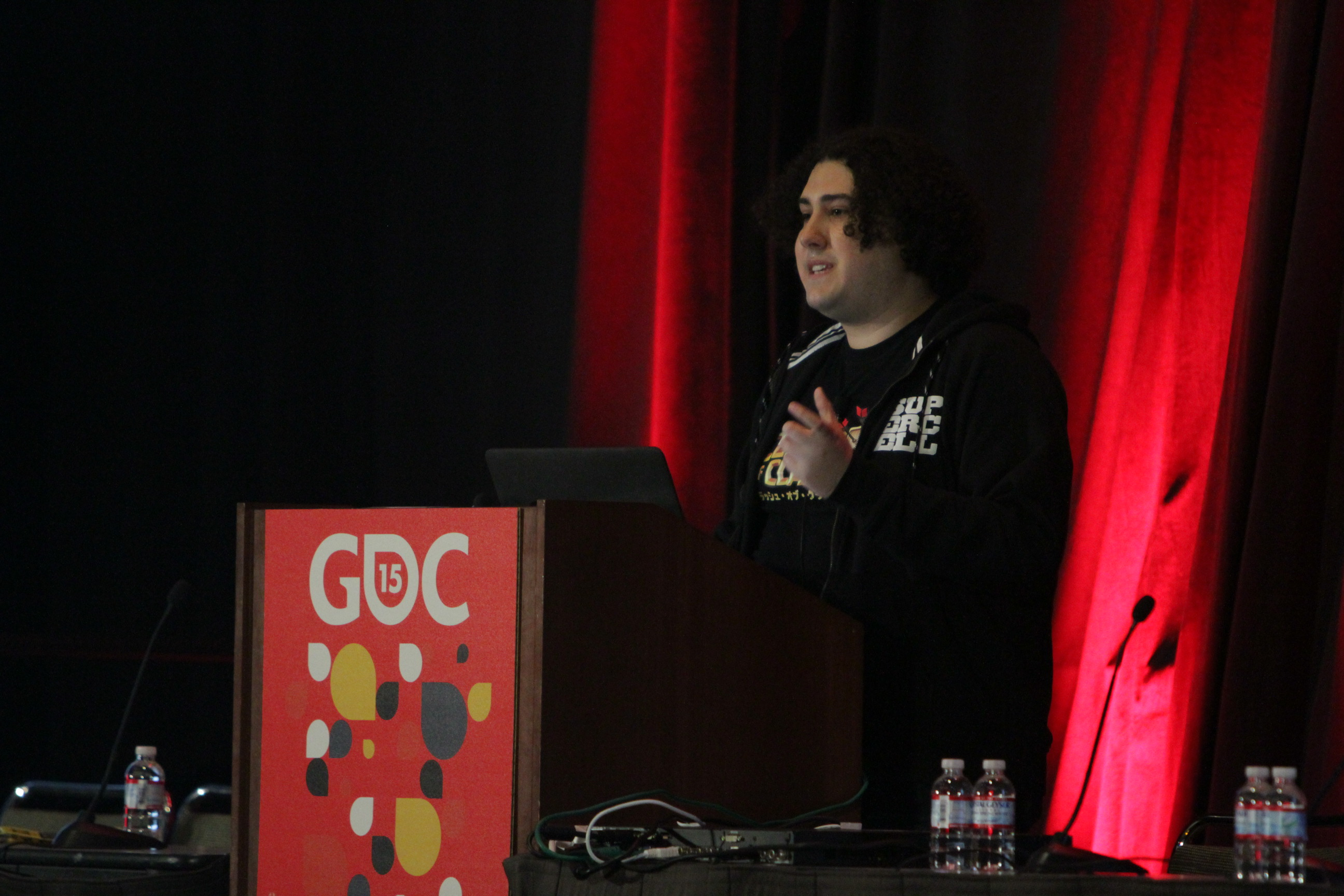

شیوه‌های بازاریابی سوپرسل در طول زمان تغییرات زیادی کرده‌است. حجم تبلیغات ویدئویی شرکت در تلویزیون کشورهای هدف و همچنین یوتیوب بسیار زیاد است. فقط در یک مرحله بازاریابی بازی کلش آو کلنز، شرکت برای دیده شدن توسط ۱۱۸ میلیون نفر، ۹ میلیون دلار هزینه کرد. طبق گزارش روزنامه گاردین، تبلیغات کلش آو کلنز، محبوب‌ترین تبلیغ در طول مسابقات سوپربول بوده‌است.
تبلیغی که در آن لیام نیسون، بازیگر مشهور سینما، دربارهٔ انتقامش از کسی که روستای او در کلش آو کلنز را تخریب کرده‌است صحبت می‌کند، ۱۶۵ میلیون بار دیده شد.
همچنین از مهم‌ترین روش‌های بازاریابی سوپرسل پس از کلش آو کلنز تبلیغ بازی‌ها درون دیگر بازی‌ها است. برای نمونه، بخش اعظمی از کاربران اولیهٔ بازی کلش رویال توسط بنرهایی که در کلش آو کلنز به نمایش درآمده بودند بدست آمد.

## در ایران
در سال ۱۳۹۸ سوپرسل به دلیل تحریم ها پرداخت ریالی حذف شد.

## خلاصه بازی‌ها

### بازی‌های فعال سوپرسل

#### کلش آف کلنز
بازی کلش آو کلنز (به انگلیسی: Clash of Clans) در سال ۲۰۱۲ میلادی توسط سوپرسل ساخته شده‌است، این بازی تا کنون جزو یکی از بهترین بازی‌های سوپرسل بوده‌است.
در این بازی شما رهبری دهکده ای کوچک را به عهده می‌گیرید. در این بازی چهار عنصر بسیار مهم وجود دارند: طلا، اکسیر، اکسیر سیاه و الماس.
اکسیرها توسط کالکتورها تولید می‌شود و نقش بسیار مهمی در پیش‌رفت دهکده شما دارند. برای ارتقا سربازان و ساختمان‌ها به اکسیرها و سکه‌ها نیاز بسیاری دارید. در ادامه پیشرفت شما اسپل فکتوری نیز دریافت می‌کنید که اسپل‌های سطح شما را برایتان می‌سازد.
همچنین شما می‌توانید با حمله به دیگر دهکده‌ها منابع آن‌ها را غارت کنید. طلا نیز توسط گلد ماین به دست می‌آید.
اکسیر سیاه (نفت) ماده‌ای کم‌یاب و ارزشمند است که از آن برای ساخت و ارتقای سربازانی که توسط اکسیر سیاه در دارک باراکس ساخته می‌شوند، ساخت و ارتقای هیروها و همچنین شارژ کردن اینفرنوتاورها استفاده می‌شود.
در سال ۲۰۱۷ بعد از آپدیت عظیم کلش اف کلنز یک دهکدهٔ جدید با نام بیلدربیس اضافه شد، همچنین برخی کاراکترهای کلش رویال هم به بازی اضافه شد.

#### کلش رویال
این بازی در سال ۲۰۱۶ توسط سوپرسل منتشر شده‌است.
کلش رویال برگرفته از کاراکترهای بازی کلش اف کلنز می‌باشد این بازی آنلاین چند نفره می‌باشد. برخی از ویژگی‌های این بازی می‌توان به ارتقا ساختمان‌ها، سربازان، قهرمانها و دریافت کارت‌های امتیازی جدید اشاره کرد. سبک بازی این بازی به صورت کارتی است.
همچنین در سال ۲۰۱۷ به بازی قابلیت بازی کردنِ چهارنفره هم اضافه شد. این قابلیت جدید تحولی در هیجان انگیزتر شدن کلش رویال ایجاد کرد.

#### بوم بیچ
این بازی در سال ۲۰۱۴ توسط سوپرسل منتشر شده‌است.
این بازی به صورت دریایی است و بازیکن در یک جزیره قرار دارد و باید به جزیره‌های دیگر حمله کند، همچنین امکان ارتقا سطح ساختمان‌ها، نیروها و… وجود دارد.

#### هی دی
بازی هی دی(به انگلیسی: Hay Day) در سال ۲۰۱۲ میلادی توسط سوپرسل ساخته شده‌است. این بازی هم بازی بسیار خوبی است ولی مانند بقیه بازی‌ها نیست.
در این بازی شما صاحب یک مزرعه هستید. که باید از آن محافظت کنید و محصول بکارید، و به خریداران محصول بفروشید و…..
با بالا رفتن XP شما قادر به ساختن دستگاه‌ها و ایجاد حیوانات جدید و درست کردن مواد غذایی جدید هستید. در این بازی شما می‌توانید با فروختن مواد غذایی محصولات و از طریق کشتی درآمد کسب کنید.
در این بازی کشتی، چت، معدن و ماهیگیر آزاد نیستند که شما با بالابردن XP قادر به آزاد کردن آن‌ها هستید.

#### براول استارز
بازی برول استارز(به انگلیسی: Brawl Stars) در سال ۲۰۱۷ در یک سوپرایز و بصورت ناگهانی رونمایی شد. این بازی جدید با بازی‌های فعال سوپرسل به کلی متفاوت است. در عکس‌های اولیه گمان می‌رفت این بازی شبیه به کلش رویال باشد. ولی بعد از رونمایی در رویداد زنده متوجه یک مولتی پلیر چند نفره و هیجان انگیز شدیم!
در واقع شخصیت‌های مختلفی در بازی وجود دارد که با انتخاب هرکدام می‌توانید بصورت آنلاین با رقبا مبارزه بپردازید. همچنین مودهای بسیار جذابی برای این بازی وجود دارند که در توضیحات کامل مقالهٔ Brawl Stars قابل مشاهده هستند.

### بازی‌های غیرفعال سوپرسل

#### Gunshine.net
گان شاین(به انگلیسی: Gunshine) اولین بازی سوپرسل بود در سال ۲۰۱۱ میلادی ساخته شد. اطلاعات زیادی دربارهٔ این گیم به دلیل اینکه غیرفعال است وجود ندارد، اما این بازی به صورت زامبی و چند شخصیته بوده که باید طبق ماموریت‌های داده شده به هر شخصیت مأموریت را به اتمام برسانید. نهایتاً در سال ۲۰۱۲ توسط سوپرسل بازنشسته شد.

#### Pets vs Orce
پتس در مقابل اورک(به انگلیسی: Pets vs Orce) در سال ۲۰۱۲ میلادی توسط سوپرسل ساخته شد.
در این بازی دیمن توسط اورک‌ها دزدیده شده‌است. زمان نبرد میان شما و اورک‌ها بی رحم فرا رسیده، می‌بایست روستای خود را بسازید و خود را برای مبارزه با اورک‌ها آماده کنید. در واقع ORCها از این عنوان به کلش اف کلنز و حیوانات به هی دی مهاجرت کرده بودند…جالب نیست؟

#### Battle Buddies
بتل بادیز(به انگلیسی: Battle Buddies) در سال ۲۰۱۲ میلادی توسط سوپرسل ساخته شده‌است.
یک بازی مبارزه با جلسات کوچک و اختلال جا دررفته می‌باشد. بازی به صورت آنلاین و چند نفره است. فرماندهی یک تیم از پنج تا دوست در جنگ شدید در مجموعه ای از نقشه‌ها. مقابله با دشمن خود، قرعه کشی مسیر حمله، جمع‌آوری محصولات، تخریب دیوار و رسیدن به یک پیروزی. چالش بین تمام دوستان خود (و یا یک سیاره!) به مبارزه سر به سر، با گزینه‌های بی پایان از تاکتیک‌ها.
برخی از ویژگی‌های این بازی عبارتند از: کراس پلت فرم بازی، رقابت با دوستان و لیگ جهانی، کمپین حالت تک، عمل بر اساس تاکتیک، گرافیک سه بعدی، سلاح‌های سرگرم‌کننده، محیط زیست شکننده و…… است.

#### Spooky Pop
این بازی در سال ۲۰۱۴ میلادی توسط سوپرسل ساخته شده‌است.
این عنوان به صورت پازلی است و شما باید در آن ۵ فرمانده که هرکدام یک رنگ دارند را توسط پازل‌های پایین صفحه به کار بگیرید تا شلیک کنند یعنی باید پازل همرنگ هر فرمانده به صورت ۳ تا ۳تا کنار هم جور کنید تا شلیک کنند.

#### Smash Land
سمش لند(به انگلیسی: Smash Land) در سال ۲۰۱۵ توسط سوپرسل و فقط برای اپل آیدی منتشر شد.
این بازی به صورت چند‌نفره است و می‌تواند شما را به بازیکن‌های سراسر جهان متصل کند.
این بازی در اپ استورِ کانادا منتشر شد ولی بعد از آن دیگر خبری از آن بازی نشد و تبدیل به بازی‌های بازنشسته سوپرسل شد.